# Viktor Šalimov
Viktor Ivanovič Šalimov (rusky Виктор Иванович Шалимов, * 20. dubna 1951) je bývalý ruský lední hokejista, který reprezentoval Sovětský svaz.

## Kariéra

### Klubová kariéra
Hrával v sovětské lize za HC Spartak Moskva. Debut v jeho dresu prožil v roce 1969. V sezóně 1975/1976 se Spartakem vybojoval sovětský titul. V lize dosáhl výborné bilance 293 gólů v 572 utkání. V roce 1985 odešel do Rakouska a v místní hokejové lize nastupoval za Innsbrucker EV a EC Salzburg. Kariéru ukončil v roce 1988, později pracoval jako hokejový trenér.

### Reprezentace
V dresu sovětské reprezentace se stal třikrát mistrem světa a také olympijským vítězem z roku 1976. V reprezentaci zažil dva výrazné vrcholy – hned při své první účasti v roce 1975 se stal nejlepším střelcem i nejproduktivnějším hráčem, při svém posledním mistrovství světa v roce 1982 byl zase vyhlášen nejlepším útočníkem turnaje.

## Úspěchy a ocenění
Týmové
- olympijský vítěz z roku Lední hokej na Zimních olympijských hrách 1976
- mistr světa 1975, 1981 a 1982, stříbro z roku 1976, bronz 1977
- vítěz Kanadského poháru 1981
- sovětský mistr 1976

Individuální
- nejproduktivnější hráč a nejlepší střelec (spolu s Alexandrem Jakuševem a Tordem Lundströmem) na mistrovství světa 1975
- jmenován nejlepším útočníkem mistrovství světa 1982
- nejproduktivnější hráč sovětské ligy 1976
- nominován do All-star týmu sovětské ligy 1976, 1980
- nejproduktivnější hráč rakouské ligy 1986/1987
- člen Ruské a sovětské hokejové síně slávy